# Габріелла (персонаж)
Габріелла або Габрієль (англ. Gabrielle) (або Габрієль Потідейська) — вигаданий персонаж телевізійних серіалів, коміксів і відеоігор про пригоди Ксени. Габрієль — подруга і супутниця Ксени. Роль Габрієль зіграла американська акторка Рене О'Коннор.

## Створення персонажа
Персонаж створено кінорежисером і продюсером Робертом Тапертом. Виконавцем ролі було обрано акторку Рене О'Коннор. До знімань серіалу Рене знімалась у повнометражному фільмі «Геркулес і загублене королівство» 1994 року, де зіграла роль Деяніри. О'Коннор також з'являлася в ролі Габрієль і другорядних персонажів у кількох епізодах «Геркулеса: Легендарні подорожі».
Після закінчення знімань серіалу «Ксена: принцеса-воїн» Рене О'Коннор в одному з інтерв'ю позитивно характеризувала свою головну роль, зазначивши, що «була щаслива грати Габрієль», так як остання «розвивалася та вдосконалювалася з кожним сезоном».

## Біографія

### Ранній період
Габрієль народилась у невеликому селищі під назвою Потідея (англ. Potidaea) в родині селян. З самого початку вона розуміла, що селянське життя — не для неї. До того ж, вона не хотіла, щоб батьки видали її заміж за її друга Пердікаса (пізніше вона дізналася, що він став воїном). Габрієль намагалася вивчати різні науки (наприклад, філософію й історію), мови (зокрема, давньогрецьку), читала книжки. Вона була дуже освіченою для свого часу. Крім того, у неї вже тоді був хист «розповідати історії». Решта мешканців селища вважали її «ненормальною».
Перша зустріч Габрієль із Ксеною відбулася, коли на селище напали люди злого розбійника Дрейко. Вони хотіли увести всіх жінок і продати їх у рабство, коли з'явилася Ксена. Габрієль була приголомшена, побачивши, як вона легко розправилася з супротивниками. Вона стала вмовляти Ксену, щоб та взяла її з собою та «навчила битися». Отримавши відмову, Габрієль вирушила за нею в Амфіполіс, де «врятувала» її від селян (точніше, просто вмовила їх не чіпати Ксену). Після цього їй, нарешті, вдалося вмовити Ксену стати її попутницею. В той час Габрієль була не найкращим «бійцем». Вона зовсім не вміла битися і раз по раз потрапляла в неприємності. Ксені часто доводилося захищати її від ворогів, із якими вони стикались.
Однак при цьому Габрієль не була зовсім безпомічною і не раз намагалася довести Ксені, що вона «вже не дитина». Коли її викрали люди божества Морфея, щоб видати за нього, вона змогла постояти за себе і пройти всі випробування — Ксена допомогла їй лише в останньому з них. Також Габрієль, попри те, що ще не могла битися разом із Ксеною, все одно допомагала їй. Наприклад, одного разу вона, сидячи верхи на коні, відволікла на себе увагу ворогів, аби Ксені було легше здолати їх. Потім вона вела колісницю, поки Ксена билася з супротивниками. Іншого разу Габрієль, випадково ожививши титанів, змогла знову ув'язнити їх у камені і тим самим попередила їх повстання.

### Бард із Потідеї, що б'ється
Одного разу Габрієль і Ксена потрапили до амазонок. Ті зустріли їх досить дружньо. Одна з них, Терес, представилась принцесою амазонок. Раптом звідкілясь збоку полетіли стріли й одна з них влучила в ціль — принцесу амазонок було важко поранено. Габрієль спробувала врятувати її, але не змогла. Перед тим, як померти, принцеса побажала, щоб її місце зайняла Габрієль. Так Габрієль стала принцесою амазонок (а трохи пізніше вона стане і королевою). Щоб Габрієль могла постояти за себе, їй подарували першу «зброю» — посох, і навчили з ним вправлятися. Ставши принцесою, Габрієль за допомогою Ксени змогла помирити два племені, що ворогували — амазонок і кентаврів.
З тих пір Габрієль стала допомагати Ксені під час сутичок із супротивниками, вдосконалюючи свої навички. Якось це допомогло їй захистити своє рідне селище: вона разом з рештою селян зуміла прогнати з Потідеї банду розбійників. Це був перший випадок, коли Габрієль змогла здолати ворогів самостійно, без допомоги Ксени. Іншого разу вона, переодягнувшись в обладунки Ксени, майже самотужки протистояла цілій армії.
Пізніше, через декілька років, Габрієль, багато чому навчившись у Ксени і ставши досвідченішою, замінила посох амазонок парою саїв. Однак іноді вона все ж користувалася посохом.
Через деякий час у Ксени народилася дочка на ім'я Єва. Своїм народженням Єва започаткувала Сутінки олімпійських богів, і ті не раз намагалися вбити її. Одного разу, під час чергової сутички з богами, Ксена та Габрієль інсценували власну смерть, випивши сльози Селести. Боги вирішили, що покінчили зі своїми ворогами і попередили Сутінки. Однак Арес ув'язнив непритомних Ксену та Габрієль у льодових печерах, а Єву взяв на виховання Октавіан Август, який став згодом імператором Риму. Багато років потому Ксена та Габрієль, зустрівши Джоксера і його сина, вирушили на пошуки Єви. Під впливом Августа й Ареса Єва стала безжалісним воїном — Лівією, чемпіонкою Риму; пізніше вона прийняла просвітлення від Каллісто та знову стала Євою. Олімпійські боги, дізнавшись, що Єва жива, знову спробували вбити її. Проте Ксена, отримавши дар убивати богів, зуміла зупинити їх.

### Надія
Одного разу Ксена та Габрієль зустріли римських солдат, які вели полонених із Галлії. Один з полонених виявився жерцем культу невідомого божества на ім'я Крафстар. Жрець розповів Габрієль, що це божество приносить мир і добро на Землю, і та повірила йому. Пізніше він привів її до святилища свого бога, де в цей час проходив обряд. Раптом монахи схопили Крафстара. Габрієль зрозуміла, що божество, якому вони поклоняються — саме зло, з приходом якого на Землі запанує хаос. Аби прийти до цього світу, йому необхідна людська кров. Габрієль спробувала завадити ритуалу жертвопринесення, але при цьому випадково вбила жрицю. Це і потрібно було Крафстарові — він спеціально інсценував напад, аби змусити Габрієль скоїти перше у своєму житті вбивство і тим самим допомогти божеству на ім'я Дахок звільнитися. Сам Крафстар був не людиною, а демоном — посланцем Дахока. Дахок, зруйнувавши вівтар, ув'язнив Габрієль у вогненних обіймах. Ксена в ході битви з Крафстаром скинула його у вогняну прірву, що виникла на місці зруйнованого вівтаря. Разом із Габрієль вони покинули охоплений вогнем храм. Після того, що трапилося, Габрієль помітила, що «Все змінилось… Усе».
Пізніше з'ясувалося, що Габрієль вагітна. Через деякий час, коли Ксена та Габрієль опинились у замку лицарів, дитина з'явилася на світ. Габрієль назвала дівчинку Надією (англ. Hope). Ксена згодом дізналася, що ця дитина — дитя Дахока, і що своїм народженням вона відчинить двері, через які зло увійде до цього світу. Однак вона не змогла переконати у цьому Габрієль і пізніше та, щоб захистити Надію, таємно від Ксени поклала її до кошика і пустила вниз за течією ріки.
Але коли Надія вбила сина Ксени на ім'я Солан, Габрієль зрозуміла, хто її дочка насправді, й отруїла її. Проте Дахок воскресив Надію, і та потім за допомогою Каллісто й Ареса зібрала багатьох людей для нового ритуалу жертвопринесення, щоб звільнити свого жахливого батька. Габрієль і Ксені вдалося завадити цьому ритуалу, скинувши Надію в ущелину, але та зуміла вижити. Надія ще не раз вдавалося до спроб звільнити Дахока. Пізніше у неї з'явився син — монстр на ім'я Руйнівник. Разом зі своєю матір'ю він вирушив до Потідеї, де почав убивати людей. У вирішальній битві Ксена тяжко поранила чудовисько; Надія спробувала допомогти своєму синові, але той завдав їй смертельної рани, прийнявши за Габрієль.

## Особистість і характер
Характер Габрієль увесь час змінювався. Коли вони з Ксеною тільки-но познайомилися, Габрієль була дуже наївною та простодушною. З плином часу, подорослішавши і багато чому навчившись, вона стала набагато твердішою та рішучішою. Але одна риса характеру Габрієль так і лишилася незмінною — це її доброта. Люди, які знали її, не раз відмічали, що ця якість Габрієль виняткова, що подібне — велика рідкість. Вона завжди готова допомогти будь-кому, хто потрапив у халепу, навіть якщо ця людина їй незнайома. Часто можна бачити, як вона допомагає хворим і ділиться їжею з бездомними. Хтось одного разу сказав Габрієль, що вона володіє «здатністю до зцілення». Також вона майже завжди прагне вирішити який-небудь конфлікт мирним шляхом, без боротьби, і намагається вмовити Ксену та інших чинити так само.
Габрієль гарний співрозмовник, з нею завжди є про що поговорити; Ксена якось помітила, що та може «забалакати» своїх супротивників. Полюбляє розповідати про їх із Ксеною пригоди, знає багато легенд, казок і міфів. Дуже розумна, її розум і винахідливість допомагають їй у складних ситуаціях. Іще одна важлива риса характеру Габрієль — це її сміливість. Вона не поступається перед небезпеками, якими б вони не були. Здатна пожертвувати собою заради близьких людей. Майже завжди стається так, що через свою «сміливість» Габрієль потрапляє в халепу і Ксені доводиться рятувати її. Іноді, однак, їй вдається подолати небезпеки — так вона не раз виручала Ксену з неприємностей. Довірлива, її буває легко ошукати; цим нерідко користуються лиходії, які обманом намагаються переманити її на свій бік.
З Габрієль часто стаються різні кумедні історії. Наприклад, одного разу Афродіта наклала заклинання на її сувої, і все, що вона в них записувала, справджувалося (і через це Арес і Афродіта втратили свої божественні сили). Іншого разу в неї влучила стріла Купідона і вона закохалась у Джоксера, а в неї саму пізніше закохався Дрейко. Нерідко Габрієль буває досить незграбною (наприклад, може випадково зламати чи розбити щось). Особливо її «незграбність» не подобається Афродіті: буває, що, прийшовши до її храму, Габрієль обов'язково розбиває яку-небудь цінну річ (наприклад, вазу); іноді вона робить це навмисно (щоб привернути увагу богині). Буває, що, коли вони з Ксеною ховаються від ворогів, вона обов'язково випадково привертає їх увагу. Хоча Габрієль відома своїм добродушним характером, у неї все ж трапляються «напади люті». Зазвичай це відбувається, коли їй щось дуже не подобається чи коли їй про щось недоговорюють. Також Габрієль дуже ображається, коли її вважають (на її думку) «дитиною» чи не довіряють яку-небудь відповідальну справу. Потім, як правило, вона намагається довести, що здатна багато на що, і з цього виходить чергова кумедна ситуація.
Оскільки Габрієль володіла талантом оповідача і була достатньо грамотною, вона якось вирішила переносити свої оповідання на папір. Тепер усе, що відбувалося навколо, відбивалося в її рукописах. Так з'явилася ціла серія сувоїв, що розповідає про їх із Ксеною пригоди; пізніше, вже в XX столітті, один із цих сувоїв було знайдено дослідниками. Також, завдяки своєму таланту й освіченості, Габрієль зуміла поступити до Афінської академії бардів, де своїми розповідями справила гарне враження на студентів і професорів.

## Відносини
Габрієль дуже цінує дружбу з Ксеною, вважає, що без неї життя було б «порожнім». З першої зустрічі з войовницею вона дуже прив'язалася до неї і стала вважати її одним зі своїх найкращих друзів.
Одного разу Габрієль і Ксена опинились у фортеці римлян, обложеній грецькими воїнами. Там Габрієль зустріла свого друга — Пердікаса, разом з яким провела дитинство в Потідеї. Пердікас розповів, що вирішив стати воїном і битися в римській армії. За допомогою Габрієль він, однак, незабаром зрозумів, що більше не може бути воїном і вбивати людей. Між Габрієль і Пердікасом виникли почуття; вони вирішили одружитися і жити разом. Проте незабаром Каллісто вистежила їх і вбила Пердікаса. Габрієль присягнула помститися за його смерть. Вона спробувала вбити Каллісто, але їй це не вдалося.
Також, коли боги прикували титана Прометея до скелі і Ксена та Габрієль вирішили допомогти титанові, вони зустріли Геракла й Іолая. У сутичці з супротивниками Іолай отримав поранення, яке згодом ледве не коштувало йому життя (адже, полонивши Прометея, боги позбавили людей здатності не тільки добувати вогонь, а й лікувати рани). Геракл і Ксена, залишивши Габрієль з Іолаєм, вирушили на допомогу Прометеєві. Поки Габрієль доглядала за пораненим Іолаєм, між ними виникли почуття. Проте потім, після перемоги над чудовиськами Гери та звільнення Прометея, Габрієль і Іолай вирішили залишитися друзями. В подальшому Габрієль зустріне Іолая ще раз.
Під час однієї зі своїх пригод Габрієль і Ксена зустріли Джоксера — воїна-недотепу, який мріє про славу справжнього героя. Спочатку Джоксер дуже не сподобався героїням і те прагнули скоріше позбутися його, вважаючи надокучливим і непотрібним, однак із часом він став для них добрим і вірним другом. Габрієль довгий час просто не переносила Джоксера; нерідко той виводив її з себе своїми вчинками та дурістю — особливо Габрієль не подобалися його «пісні». Джоксер почав плекати почуття до Габрієль після того, як вони разом із Ксеною й Орфеєм протистояли божеству Вакху, проте не міг сказати їй про це. Він не раз намагався якось натякнути Габрієль, що вона йому подобається, але та не звертала на це уваги. Тим не менше, через деякий час Джоксерові все ж вдалося зізнатися Габрієль у своїх почуттях; але та, хоча вважала його хорошим другом, не могла відповісти йому тим самим. Джоксер на це зауважив, що завжди кохатиме Габрієль більше, ніж як друга, тому що «це допомагає йому жити».
У Габрієль були гарні відносини з Ілаєм, зустріч з яким досить значною мірою вплинула на її характер; Габрієль багато у чому поділяла його переконання.

## Критика та сприймання
Персонаж отримав позитивні відгуки від глядачів і критиків. Зокрема, інформаційний сайт Metacritic, узагальнюючи дані оглядів і рецензій, поставив персонажеві досить високу оцінку — 8,1 балів з 10 за перший сезон телесеріалу «Ксена: принцеса-воїн» і 7,5 балів за наступні п'ять.

## Карликова планета
Дизномія, супутник карликової планети Ериди, отримав прізвисько «Габрієль». Об'єкт було відкрито у вересні 2005 року в обсерваторії Кек і названо ім'ям Дизномії, богині беззаконня і дочки Ериди. В Ериди теж є друга назва — «Ксена».
Дизномія вважається третім за величиною об'єктом у поясі Койпера після Плутона й Ериди. Супутник має близько 100 км у діаметрі, що у вісім разів менше за діаметр Ериди, і складається переважно з водяного льоду. Дизномія обертається навколо Ериди по еліптичній орбіті, здійснюючи один оберт за 16 діб.

## Цікаві факти
- У двох епізодах з елементами мюзиклу («Світ ілюзій» (англ. The Bitter Suite) і «Ліра, ліра, серця у вогні» (англ. Lyre, Lyre, Hearts on Fire)) в більшості сцен Рене О'Коннор співала голосом новозеландської акторки Сьюзен Вуд[12].